# شامسة آكلة القبس
شامسة آكلة القبس (الاسم العلمي: Heliothis phloxiphaga) هي نوع من الحشرات يتبع جنس الشامسة من فصيلة الليليات.
سمي هذا النوع نسبة إلى نبات القبس.